# Marcos Castelló
Marcos Castelló (Ciudad de Santa Fe, Santa Fe; 18 de diciembre de 1975) es un cantante, músico y político argentino, líder vocal del grupo Kaniche y exsenador de su provincia natal (gestión 2019-2023)

## Carrera
Hijo de militantes peronistas heredó esa tendencia para su futuro político. En su infancia y juventud, dedicaba sus momentos libres a la música. A los 12 años tuvo con amigos su primera banda y a los 14 lo llamaron de un grupo de cumbia profesional.
En 1991 se integra a "Tropical Santa Fe" dirigido por Darío Zanco y quien había logrado éxito por una propuesta innovadora cercana a lo centroamericano; por entonces Sergio Torres se alejó del grupo para enfocarse en la religión. Ocupando el rol de bajista grabó 2 discos de estudio y tras el cambio de nombre a "Grupo Cali" en 1993, tomaría un papel más protagónico en el rol de corista junto con el regreso de Torres. Tras 4 años exitosos y consolidando al grupo como uno de los más populares de la cumbia santafesina, en 1997 decide abandonar la banda. Inició su carrera profesional como cantante ese año, conformando el grupo Kaniche junto con el timbalero Carlos "Tito" Martínez. Entre sus éxitos más destacados podemos encontrar canciones como Poco hombre, Ojalá que te mueras, Te va a doler, Atrapado en tus redes, Ojalá, Locos los dos, Amor de texto, Te propongo, Me equivoqué contigo, Humillate, entre otras. Llegó a publicar unos dieciocho discos, seis de los cuales alcanzaron el Disco de Oro. Además hizo varias presentaciones en show y eventos como en el teatro Gran Rex.
El 31 de julio de 2020 junto a su banda estrenan Ok, un clásico de la música popular colombiana, bajo el sello MOJO.
Es junto a Los Palmeras, Leo Mattioli, Mario Pereyra, El Brujo Ezequiel, Coty Hernández, Juan Carlos Mascheroni (Los del Fuego), Uriel Lozano y Sergio Torres, uno de los máximos exponentes de la cumbia en la provincia de Santa Fe.
En cuanto a su carrera política el gremialista Carlos Felice lo impuso en el 2015 de la mano del peronismo, doctrina que se le fue “enraizando desde muy chico”. En el 2017 había empezado a cristalizar su popularidad al alcanzar una banca en el Concejo alistado en la tropa de Omar Perotti.
Se desempeñó como senador de la provincia de Santa Fe, cargo que ocupó desde 2019 hasta el 2023. El entonces concejal de la ciudad tuvo un contundente triunfo para representar en el Senado al departamento La Capital. Según los guarismos que arrojó el escrutinio provisorio, aventajó por un amplio margen a los candidatos del Frente Progresista, Jorge Henn y de Cambiemos, Adriana "Chuchi" Molina. La Secretaría Electoral computó los números del 99,6% de las mesas, es decir 1240 de las 1245 habilitadas en todo el departamento. Con esos valores, Castelló sumó 121 563 votos, es decir el 44,09%. Segundo quedó el diputado Henn, quien reunió 86 201 votos (31,26%) y tercera la concejal santafesina "Chuchi" Molina, que se quedó con el 19,91% de las adhesiones (54 907).
Intervino en importante comisiones como Comercio Exterior, Cultura y Comunicación Social, Derechos Humanos, Relaciones Internacionales y Culto, Límites, Seguimiento Casinos y Bingos y Plan Abre - Programa de Intervención Integral de Barrios.

## Discografía
- 2020: OK.
- 2016: Abrázame.
- 2011: 15 años, gracias
- 2010: Planeta Kaniche.
- 2008: Kaniche- Nuestra Historia, tu historia
- 2008: Mi única alegría.
- 2006: Para siempre.
- 2005: Amor de texto
- 2004: Un ángel.
- 2003: El mejor.
- 2002: Locos de Amor
- 1999: Che Che Kaniche
- 1999: Llamarada de amor.
- 1996: Nada parecido.

## Actividades políticas
- El 22 de diciembre  de 2020: se reunió con gastronómicos para agilizar la vuelta de los shows en vivo.
- 14 de octubre de 2020: Propuso gestionar la llegada del banco Nación a Sauce Viejo”.
- 8 de octubre de 2020: La escuela Thompson de Alto Verde tuvo Internet por primera vez.
- 6 de octubre de 2020: Empezó a darle forma al sueño del club Alianza.
- 11 de octubre de 2020: El Senado, dio media sanción, para declarar a Sauce Viejo como ciudad.